# Ceylanosybra baloghi
Ceylanosybra baloghi är en skalbaggsart som beskrevs av Stefan von Breuning 1975. Ceylanosybra baloghi ingår i släktet Ceylanosybra och familjen långhorningar.
Artens utbredningsområde är Sri Lanka. Inga underarter finns listade i Catalogue of Life.